# Карпіно
Карпіно (італ. Carpino) — муніципалітет в Італії, у регіоні Апулія,  провінція Фоджа.
Карпіно розташоване на відстані близько 280 км на схід від Рима, 120 км на північний захід від Барі, 50 км на північний схід від Фоджі.
Населення — 4240 осіб (2014).
Покровитель — San Cirillo.

## Демографія
Населення за роками:

Станом на 1 січня 2023 року в муніципалітеті офіційно проживали 293 іноземці з 18 країн, серед них 110 громадян країн Євросоюзу.

## Сусідні муніципалітети
- Каньяно-Варано
- Іскітелла
- Монте-Сант'Анджело
- Віко-дель-Гаргано